# Kirstie Klingenberg
Pour les articles homonymes, voir James.
Kirstie Klingenberg, née Kirstie James le 25 mai 1989 à Auckland, est une coureuse cycliste néo-zélandaise. Spécialiste des épreuves d'endurance sur piste, elle est notamment médaillée de bronze du championnat du monde de poursuite par équipes en 2017 et 2019.

## Biographie
Kirstie James commence sa carrière sportive en tant que rameuse en aviron. Elle dispute sa dernière régate d'aviron en 2012 en Russie lors des championnats du monde universitaires, où le bateau néo-zélandais prend une décevante cinquième place. Considérant qu'il n'y a pas d'autres perspectives pour elle dans ce sport, elle décide de faire du vélo. En 2013, elle participe à ses premiers championnats nationaux.
En 2015, elle devient championne d'Océanie de poursuite par équipes avec Holly Edmondston, Alysha Keith, Philippa Sutton et Elizabeth Steel. Deux ans plus tard, elle participe à ses premiers mondiaux sur piste. Associée à Racquel Sheath, Rushlee Buchanan, Jaime Nielsen et Michaela Drummond, elle obtient la médaille de bronze en poursuite par équipes. Lors des championnats d'Océanie, toujours dans la même discipline, elle remporte l'argent avec Bryony Botha, Alysha Keith et Nina Wollaston. Durant ces championnats, elle ajoute également à son palmarès une première médaille individuelle : la médaille de bronze en poursuite. La même année, elle participe aux championnats de Nouvelle-Zélande sur route (7e du contre-la-montre et abandon de la course en ligne).
Elle reçoit un diagnostic d'endométriose en 2016 et devient par la suite ambassadrice d'Endométriose Nouvelle-Zélande. 
En 2017 et 2019, elle est médaillée de bronze de la poursuite par équipes aux mondiaux sur piste. En 2018, elle décroche la médaille d'argent de la poursuite par équipes aux Jeux du Commonwealth. En 2019, elle devient quadruple championne de Nouvelle-Zélande sur piste.
En août 2021, alors qu'elle se remet d'un burnout qui a compliqué sa préparation, elle participe aux Jeux olympiques de Tokyo. Elle termine 8e de la poursuite par équipes et 27e de la vitesse individuelle. Après des Jeux décevants, ainsi que le décès soudain de sa coéquipière Olivia Podmore, elle décide de prendre sa retraite à l'issue de la saison 2021, à 32 ans.

## Palmarès

### Jeux olympiques
- Tokyo 2020
  - 8e de la poursuite par équipes
  - 27e de la vitesse individuelle

### Championnats du monde
- Hong Kong 2017
  -  Médaillée de bronze de la poursuite par équipes
  - 14e de la poursuite individuelle[4]
- Apeldoorn 2018
  - 6e de la poursuite par équipes[5]
  - 6e de la poursuite individuelle[6]
- Pruszków 2019
  -  Médaillée de bronze de la poursuite par équipes
  - 4e de la poursuite individuelle

### Coupe du monde
- 2017-2018
  - 1re de la poursuite par équipes à Santiago (avec Rushlee Buchanan, Bryony Botha et Racquel Sheath)
  - 2e de la poursuite par équipes à Milton
- 2018-2019
  - 1re de la poursuite par équipes à Cambridge (avec Racquel Sheath, Bryony Botha, Rushlee Buchanan et Michaela Drummond)
  - 2e de la poursuite par équipes à Saint-Quentin-en-Yvelines
  - 3e de la poursuite par équipes à Milton
- 2019-2020
  - 1re de la poursuite par équipes à Cambridge (avec Bryony Botha, Holly Edmondston, Rushlee Buchanan et Jaime Nielsen)

### Jeux du Commonwealth
| Édition / Épreuve | Poursuite par équipes |
| Gold Coast 2018   | Argent                |

### Championnats d'Océanie
| Édition / Épreuve | Poursuite individuelle | Poursuite par équipes                                                         | Course aux points |
| Invercargill 2015 |                        | Or (avec Holly Edmondston, Alysha Keith, Philippa Sutton et Elizabeth Steel)  |                   |
| Melbourne 2016    | Bronze                 | Argent                                                                        |                   |
| Cambridge 2017    | Or                     | Or (avec Bryony Botha, Rushlee Buchanan, Racquel Sheath et Michaela Drummond) | Or                |
| Invercargill 2019 | Or                     | Or (avec Nicole Shields, Emily Shearman et Jessie Hodges)                     |                   |

### Championnats nationaux
- Championne de Nouvelle-Zélande du scratch en 2017 et 2019
- Championne de Nouvelle-Zélande de poursuite en 2019 et 2020
- Championne de Nouvelle-Zélande de poursuite par équipes en 2019 et 2021
- Championne de Nouvelle-Zélande de course aux points en 2019 et 2021